# Nephodia perpusilla
Nephodia perpusilla là một loài bướm đêm trong họ Geometridae.